# Соколов, Серафим Ильич
Серафим Ильич Соколов (1910 — дата смерти неизвестна) — советский футболист и хоккеист, выступавший на позиции защитника, и футбольный тренер. Сыграл 19 матчей в высшей лиге СССР по футболу.

## Биография
До образования чемпионата СССР среди клубов выступал в чемпионате Москвы за «Казанку». В 1936 году перешёл в московский «Сталинец», игравший в классе «Б», провёл в команде три сезона. В 1938 году со своей командой выступал в классе «А», дебютный матч сыграл 12 мая 1938 года против московского «Спартака». Всего на высшем уровне сыграл в 19 матчах. В 1939—1940 годах выступал в классе «Б» в составе московского «Буревестника».
В послевоенные годы выступал в хоккее за московский «Спартак». В сезоне 1947/1948 стал серебряным призёром чемпионата страны, сыграл в сезоне одну игру, также был начальником команды, а в ноябре 1947 года — и. о. главного тренера. В сезоне 1948/49 выступал в хоккее за московский «Буревестник».
В 1949 году тренировал футбольный клуб «Спартак» (Пенза).